# Santa Isabel (Tolima)
Pour les articles homonymes, voir Santa Isabel.
Santa Isabel est une municipalité colombienne située dans le département de Tolima.